# Plate-forme San Marco
Pour les articles homonymes, voir San Marco.

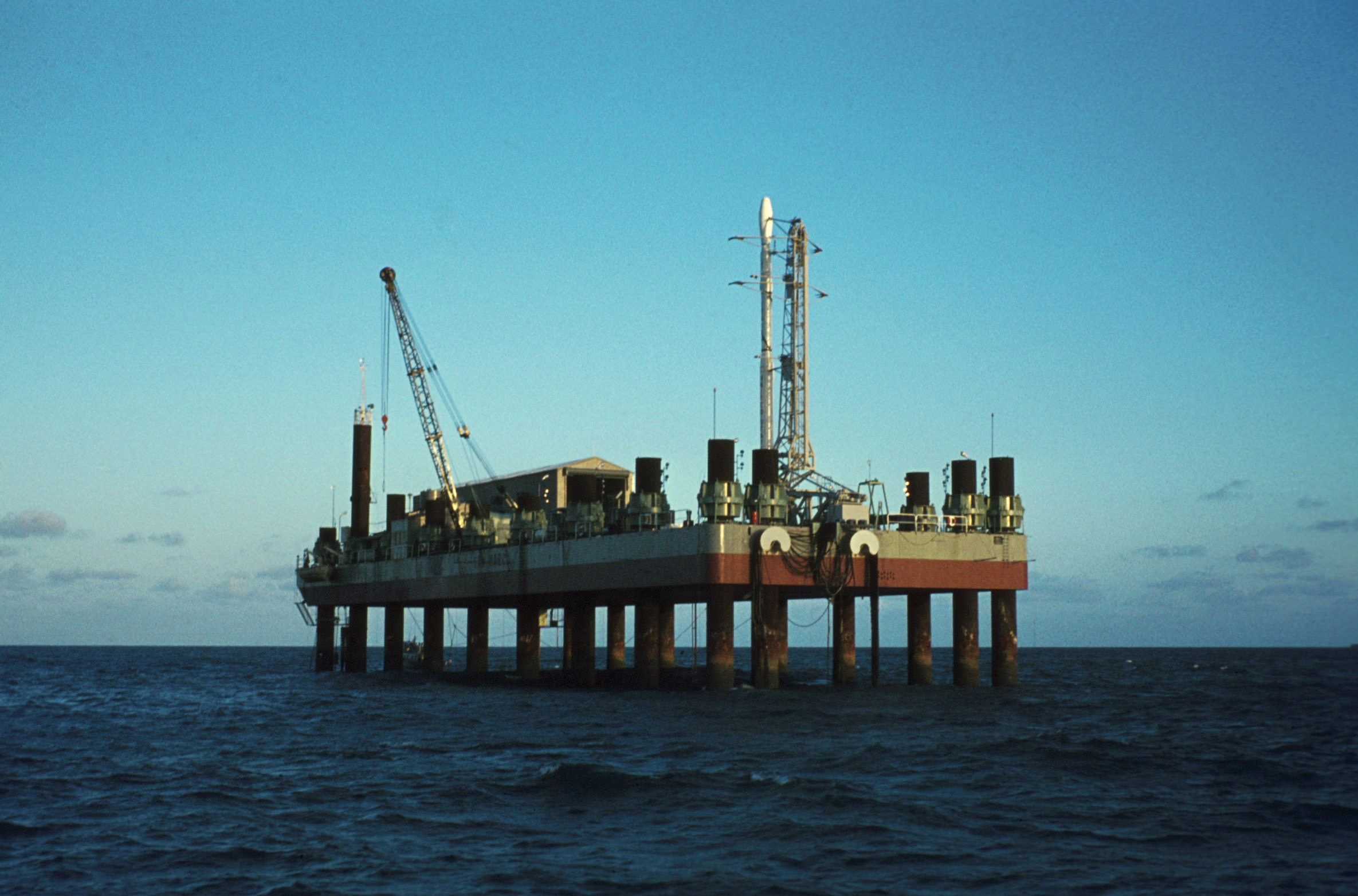
La plate-forme San Marco en octobre 1974 avec le lanceur d'Ariel V érigé.

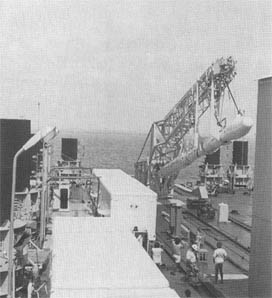
Préparation du lanceur sur la plate-forme San Marco.

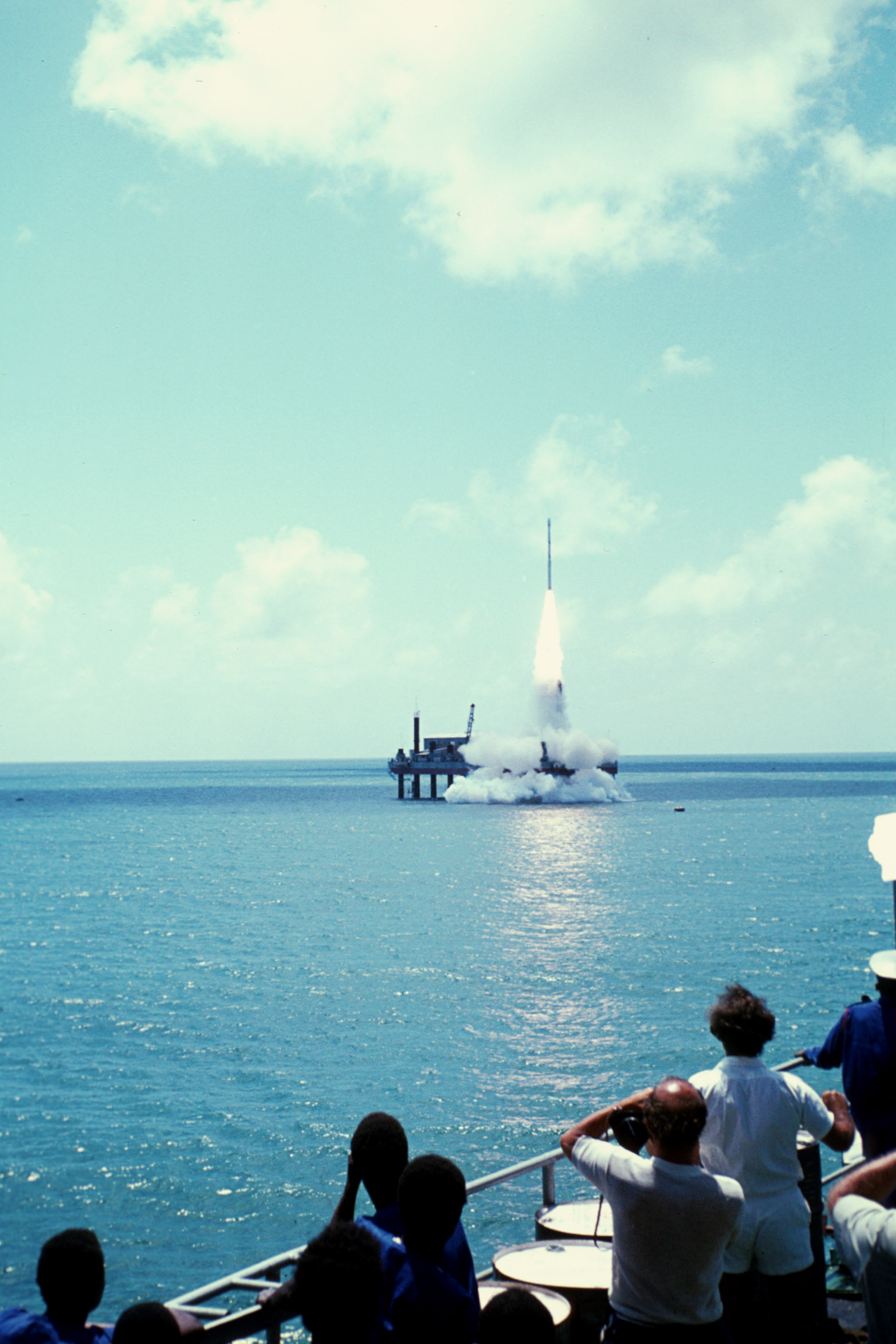
Lancement de Ariel V depuis la plateforme San Marco (1974).

La plate-forme San Marco est une base de lancement de l'agence spatiale italienne qui est restée en activité de 1964 à 1988. Elle utilisait d'anciennes plates-formes pétrolières  reconverties et installées près de l’équateur, dans l'océan Indien, au nord du cap Ras Ngomeni à quelques kilomètres des côtes du Kenya. La base fut créée à l'initiative de l'ingénieur Luigi Broglio dans le cadre du programme spatial San Marco. Celui-ci était géré par l'Université de Rome et comportait un partenariat avec la NASA qui  fournissait les lanceurs. Neuf petits satellites scientifiques ont été mis en orbite par des fusées Scout américaines et une vingtaine de fusées-sondes ont été tirées depuis la plate-forme. En 2014 les installations de lancement sont désaffectées mais la station de suivi qui était installée à terre sur le cap  Ras Ngomeni  est désormais utilisée lors du lancement et du déploiement des satellites de l'Agence spatiale européenne. L'ensemble a été rebaptisé en 2004 Centro spaziale Luigi Broglio en l'honneur de son créateur.

## Historique

### La mise sur pied du programme San Marco (1961-1962)
Le programme spatial italien est mis sur pied en 1959, avec la création du Centro Ricerche Aerospaziali (Centre de recherche aérospatial) ou CRA, de l’Université de Rome.  Au sein de cette entité, l'ingénieur aérospatial Luigi Broglio, qui joue un rôle moteur dans le développement de l'activité spatiale en Italie, propose que son pays développe des satellites scientifiques qui seraient mis en orbite par des fusées d'origine américaine depuis un site de lancement offshore créé par l'Italie.  Le 31 aout 1961 le gouvernement italien de Amintore Fanfani donne son accord au Programme San Marco d'une durée de 3 ans dont l'objectif est le lancement d'un satellite d'environ 100 kg. La base de lancement doit être installée au large des côtes de la Somalie (colonie italienne jusqu'en 1960) à faible distance de l'équateur. Le choix d'une latitude proche de l'équateur est motivé par le contexte scientifique : une orbite équatoriale semblait à l'époque préférable pour mesurer les interactions entre la haute atmosphère et l'activité du Soleil et effectuer des mesures fréquentes d'une région de l'espace donnée grâce à la faible inclinaison de l'orbite. Un protocole d’accord est signé le 31 mai 1962 avec la NASA pour la fourniture de lanceurs légers Scout et la formation de techniciens italiens à la construction de satellites, à l'assemblage du lanceur et aux opérations de lancement. Les satellites sont réalisés par le Centre de recherche aérospatial (CRA) de l'Université de Rome. 

### La création de la base de lancement (1963-1967)
Le programme San Marco se déroule en trois phases. Durant la première phase Broglio fait l'acquisition d'une plateforme de forage pétrolier auprès de la compagnie italienne ENI. Celle-ci est adaptée pour servir de pas de tir. Elle est baptisée Santa Rita et installée à quelques kilomètres des côtes du Kenya. Un navire, le Pegasus, ancré à 300 mètres de la plateforme, embarque les instruments permettant le contrôle de l'engin spatial ainsi que les stations de télémétrie. Un deuxième navire sert de base logistique et accueille les techniciens. Cette première installation est validée par une campagne de tirs de fusées sondes Nike-Apache en mars et avril 1964. La deuxième phase qui se déroule dans la base de la NASA de Wallops Island a pour objectif de parachever la formation des techniciens et des scientifiques italiens. Ceux-ci assurent l'assemblage puis le lancement depuis cette base du satellite italien San Marco 1 par une fusée Scout le 15 décembre 1964. Il s'agit du premier satellite italien mis en orbite. La troisième phase a pour objectif de valider le fonctionnement de la base de lancement. Celle-ci est complétée avec une deuxième plateforme, baptisée San Marco, qui est équipée pour pouvoir assembler et lancer des fusées Scout tandis que la plateforme Santa Rita est modifiée pour le contrôle et le suivi des tirs et servir de lieu d'hébergement pour le personnel. En avril 1967 l'assemblage du lanceur et du satellite débute et finalement, le 26 avril 1967, une fusée Scout, tirée depuis la plateforme, place en orbite le satellite San Marco 2.

### Les activités de lancement (1968-1988)
L'activité spatiale de la base de lancement après une période d'intense activité va être frappée de plein fouet par la crise économique qui frappe l'Italie au début des années 1970 mais également par le rôle croissant joué par la navette spatiale américaine car Broglio comptait lancer depuis la nouvelle base des satellites scientifiques américains. Entre 1970 et 1975 la plateforme est utilisée pour lancer quatre satellites américains dont Uhuru (1970), le premier télescope spatial observant le rayonnement X, ainsi qu'un satellite anglais Ariel V. Enfin deux satellites italiens San Marco 3 et San Marco 4 sont lancés respectivement en 1971 et 1974. Trois séries de lancement de fusées-sondes Nike-Apache et  Nike Tomahawk ont également lieu en 1971, 1972 et 1973.  À partir de 1975 la base rentre en sommeil car pratiquement tout le budget consacré aux activités spatiales nationales est absorbé par SIRIO un satellite de télécommunications expérimental. En 1980 la base est réactivée partiellement pour une campagne de tir de fusées-sondes (Arcas Astrobee et Black Brant) à l'occasion d'une éclipse solaire. Le Piano Spaziale Nazionale (PSN) voté en octobre 1979 permet la construction d'un cinquième satellite San Marco 5 qui est lancé le 25 mars 1988. C'est le dernier lancement effectué depuis la plateforme San Marco.

## Situation géographique et caractéristiques techniques
Les installations de lancement sont situées dans l'océan Indien, dans la baie Ungama à quelques kilomètres de la côte du Kenya au nord du cap  Ras Ngomeni et à environ 40 km de la ville de Malindi. La base de lancement comprend trois plateformes pétrolières offshore reconverties installées dans des fonds d'environ 20 mètres, :
- La plateforme San Marco de forme rectangulaire (30  x 100 m) est utilisée pour assembler le lanceur, tester l'ensemble lanceur-satellite et effectuer le tir. On y trouve un hangar pour l'assemblage et une tour de lancement.
- La plateforme Santa Rita de forme triangulaire (40 m de côté) accueille les équipements de télécommunications, de télémétrie et le centre de commande
- La plateforme Santa Rita II accueille un radar. Elle est installée à 600 mètres de la plateforme San Marco.

Par ailleurs une base située à terre sur le cap  Ras Ngomeni regroupe des stations de télémétrie et une base-vie.    

## Utilisation actuelle
Plusieurs projets ont été mis sur pied à l'initiative de l'Italie pour relancer l'activité spatiale mais tous ont échoué. En 2014, les installations de lancement sont désaffectées. La station de suivi, installée à terre sur le cap Ras Ngomeni et qui comporte une antenne parabolique de 10 mètres, est utilisée lors du lancement depuis la base de Kourou des satellites de l'Agence spatiale européenne et de leur déploiement. Baptisée  station de Malindi, elle est mise en œuvre à la suite d'un décret de 2003 par l'Agence spatiale italienne en coopération avec  l'Université de Rome,.
En octobre 2024, un nouveau projet de relance des lancements depuis ce centre est annoncé.

## Lancements
Au total, 27 lancements ont eu lieu, dont 9 pour des mises sur orbite de satellites :
| Date             | Fusée         | Charge utile  | Type                   | Objectif                                                             |
| ---------------- | ------------- | ------------- | ---------------------- | -------------------------------------------------------------------- |
| 25 mars 1964     | Nike-Apache   |               | Fusée-sonde            | Validation des installations                                         |
| 30 mars 1964     | Nike-Apache   |               | Fusée-sonde            | Validation des installations                                         |
| 2 avril 1964     | Nike-Apache   |               | Fusée-sonde            | Validation des installations                                         |
| 26 avril 1967    | Scout B       | San Marco 2   | Satellite scientifique | Étude de la densité atmosphérique et de l'ionosphère                 |
| 12 décembre 1970 | Scout B       | Uhuru         | Télescope spatial      | Premier observatoire spatial rayons X                                |
| 24 avril 1971    | Scout B       | San Marco 3   | Satellite scientifique | étude de la haute atmosphère et de l’espace                          |
| 15 novembre 1971 | Scout B       | Explorer 45   | Satellite scientifique | étude de la magnétosphère, des particules énergétiques               |
| 17 novembre 1971 | Nike Tomahawk |               | Fusée-sonde            | mission d’aéronomie                                                  |
| 13 mars 1972     | Nike Apache   | ISRC-PO-4     | Fusée-sonde            | mission d’aéronomie                                                  |
| 14 mars 1972     | Nike Apache   | ISRC-PO-5     | Fusée-sonde            | mission d’aéronomie                                                  |
| 15 mars 1972     | Nike Apache   | ISRC-PO-6     | Fusée-sonde            | mission d’aéronomie                                                  |
| 16 mars 1972     | Nike Apache   | ISRC-PO-7     | Fusée-sonde            | mission d’aéronomie                                                  |
| 22 mars 1972     | Nike Apache   | ISRC-PO-9     | Fusée-sonde            | mission d’étude de l'ionosphère                                      |
| 15 novembre 1972 | Scout D       | SAS-2         | Télescope spatial      | Observatoire spatial rayons gamma                                    |
| 28 novembre 1972 | Nike Apache   |               | Fusée-sonde            | mission d’aéronomie et d’étude de l'ionosphère                       |
| 30 juin 1973     | Nike Tomahawk |               | Fusée-sonde            | mission Solar Extreme ultraviolet                                    |
| 18 février 1974  | Scout D       | San Marco 4   | Satellite scientifique | Mesure de la densité, température et composition de l’atmosphère     |
| 15 octobre 1974  | Scout B       | Ariel V       | Télescope spatial      | astronomie des rayons X                                              |
| 7 mai 1975       | Scout F       | SAS 3         | Télescope spatial      | astronomie des rayons X                                              |
| 15 février 1980  | Arcas         |               | Fusée-sonde            | mission Plasma                                                       |
| 16 février 1980  | Arcas         |               | Fusée-sonde            | mission Plasma                                                       |
| 16 février 1980  | Arcas         |               | Fusée-sonde            | mission Plasma                                                       |
| 16 février 1980  | Astrobee D    |               | Fusée-sonde            | mission Plasma                                                       |
| 16 février 1980  | Astrobee D    |               | Fusée-sonde            | mission Plasma                                                       |
| 16 février 1980  | Black Brant   |               | Fusée-sonde            | mission Solar Eclipse                                                |
| 16 février 1980  | Black Brant   |               | Fusée-sonde            | mission Solar Eclipse                                                |
| 25 mars 1988     | Scout G       | San Marco D/L | Satellite scientifique | Étude de la relation entre l'activité solaire et la haute atmosphère |